# Cesare Betteloni
Cesare Betteloni, född den 26 december 1808 i Verona, död den 27 september 1858 i Bardolino (genom självmord), var en italiensk skald.
Betteloni skrev tungsinta dikter, samlade i Versi (1874) av hans son, Vittorio Betteloni. 